# Primera División de Venezuela 1955
La temporada 1955 de Primera División fue la penúltima temporada de la máxima categoría del Fútbol Amateur Venezolano. El La Salle Fútbol Club fue el campeón, llegando de segundo un equipo de colonia: el Deportivo Español.

## Historia
El La Salle Fútbol Club ganó su segundo título de Primera División Venezolana en 1955 durante la Era Amateur. 
Fue un Torneo simple de tres (3) rondas; al final el campeón se decidió por puntos en una tabla única final. Los últimos dos partidos no fueron disputados, por ser irrelevantes para el ganador La Salle que prácticamente arrasó en el torneo con ocho victorias. El La Salle FC había tenido desde 1953 como Director técnico a Ricardo Zamora, que había mejorado enormemente el equipo.
Hay que recordar que estos últimos partidos no fueron jugados también para permitir que algunos jugadores participaran en el torneo paralelo llamado "Campeonato Nacional de Fútbol". En efecto paralelamente al torneo de la "Liga Mayor" de Caracas se disputaba en 1955 el Campeonato Nacional de Fútbol, con representantes de cuatro regiones de Venezuela: capital, oriente, centro y occidente. 
La cuarta edición de este campeonato se realizó en el estadio Municipal de Valencia, donde Distrito Federal, Anzoátegui, Carabobo y Táchira batallaron por alzar el trofeo de campeón. Los capitalinos llegaron con la etiqueta de favoritos por la siguiente razón: fueron los ganadores de todos los anteriores torneos disputados (1934, 1952, 1954). Sin embargo, el favoritismo radicaba también en otro detalle: en el equipo capitalino había siete jugadores de la Vinotinto (Franklin Alleyne, Joseba Lascurain, Heriberto Heredia, Aniello Alterio, Germán Martínez, Jesús Landáez y Carlos Medina). Pero los ganadores fueron los Andinos del Táchira FC.
La Salle Fútbol Club

Campeón (amateur)

## Clasificación final
| Pos | Equipo                 | J  | G | E | P | GF | GC | Ptos |
| --- | ---------------------- | -- | - | - | - | -- | -- | ---- |
| 1   | La Salle               | 12 | 8 | 2 | 2 | 26 | 5  | 18   |
| 2   | Deportivo Español      | 11 | 5 | 3 | 3 | 16 | 17 | 13   |
| 3   | Dos Caminos Sport Club | 11 | 4 | 2 | 5 | 17 | 22 | 10   |
| 4   | Deportivo Vasco        | 11 | 3 | 2 | 6 | 11 | 18 | 8    |
| 5   | Loyola Sport Club      | 11 | 3 | 1 | 7 | 18 | 26 | 7    |